# Ciudadnorte
Ciudadnorte es un periódico de circulación quincenal en la zona noroeste de la Ciudad de México, que se reparte en cruceros y casa por casa, principalmente, en zonas residenciales como Ciudad Satélite, Lomas Verdes, Valle Dorado, Las Arboledas, Polanco, Lindavista y Nueva Santa María. Tiene como eslogan Prensa gratuita.
Trata asuntos metropolitanos, cultura, historia e identidad regional. Publica con regularidad artículos de historia de la zona, crónicas y ejercicios de opinión ciudadana.

## Sitios relacionados
- Sitio oficial

- Datos: Q5770929